# Атлантическо-средиземноморска скумрия
Атлантическо-средиземноморската скумрия (Scomber japonicus), също японска скумрия, е вид бодлоперка от семейство Scombridae. Видът не е застрашен от изчезване.

## Разпространение и местообитание
Разпространен е в Албания, Алжир, Ангола, Аржентина, Асенсион и Тристан да Куня, Босна и Херцеговина, Бразилия, България, Великобритания, Венецуела, Габон, Гана, Гвинея, Гибралтар, Гренада, Гърция, Дания, Джибути, Египет, Еквадор, Еритрея, Йемен, Израел, Индия, Йордания, Иран, Испания, Италия, Кабо Верде, Камерун, Канада, Катар, Кипър, Китай, Колумбия, Коста Рика, Кот д'Ивоар, Куба, Либерия, Либия, Ливан, Мавритания, Малта, Мароко, Мексико, Мозамбик, Монако, Намибия, Нигерия, Никарагуа, Обединени арабски емирства, Оман, Остров Света Елена, Палау, Панама, Перу, Португалия, Провинции в КНР, Румъния, Русия, Салвадор, Саудитска Арабия, САЩ, Северна Корея, Сиера Леоне, Сирия, Словения, Сомалия, Судан, Суринам, Тайван, Тринидад и Тобаго, Тунис, Турция, Украйна, Уругвай, Филипини, Франция, Френска Гвиана, Хондурас, Хонконг, Хърватия, Чили, Южна Африка, Южна Корея и Япония.
Обитава крайбрежията на океани, морета и заливи в райони с тропически, умерен и субтропичен климат. Среща се на дълбочина от 9 до 300 m, при температура на водата от 6,5 до 25,4 °C и соленост 32,2 — 38,6 ‰.

## Описание
На дължина достигат до 64 cm, а теглото им е максимум 2900 g.
Продължителността им на живот е около 18 години. Популацията на вида е стабилна.